# Plaza de Santo Domingo (Ciudad de México)

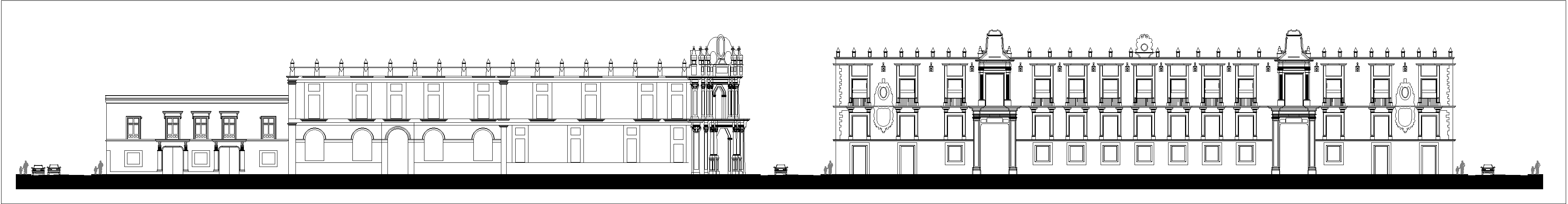
Fachadas del Antiguo Palacio de la Inquisición (hoy Palacio de Medicina, parte de la Facultad de Medicina de la UNAM) y Antiguo Edificio de Aduanas (hoy oficinas de la SEP), ubicados en la calle República de Brasil.

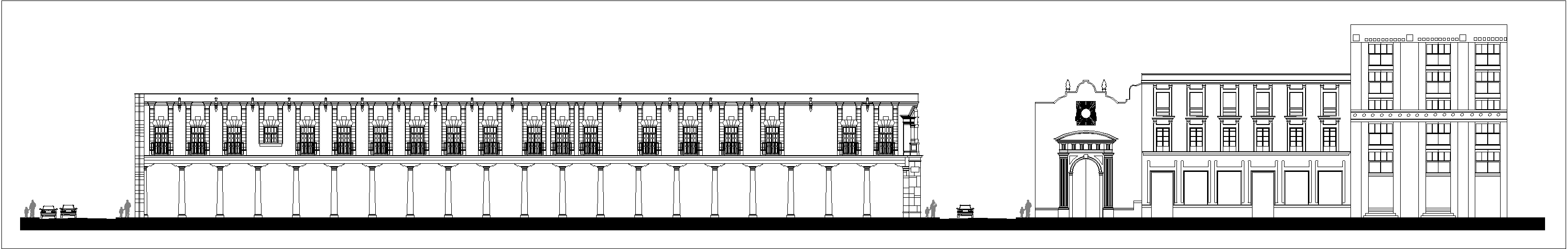
Fachada del Portal de los Evangelistas o "Los Escribanos".

La Plaza de Santo Domingo es una plaza pública en la Ciudad de México, ubicada al norponiente del centro histórico de la Ciudad de México, en la alcaldía Cuauhtémoc. Las calles y monumentos que la delimitan son: La calle Belisario Domínguez al norte; la calle República de Brasil, al oriente, y la calle República de Cuba, al sur. En su parte poniente se encuentra flanqueada por el edificio donde se encuentran los nombrados Portales de los Evangelistas.
Se piensa que la plaza está ubicada sobre lo que fue la casa de Cuauhtémoc y que durante la repartición de la ciudad por los conquistadores españoles este espacio quedó libre de construcción; tal y como lo encontraron los Dominicos, a quienes se les asignó el solar ubicado al norte de la misma, donde ahora se ubica el Templo de Santo Domingo.
Debido a que la mayoría de los edificios fueron reconstruidos en el siglo XVIII por problemas de hundimiento e inundaciones, el conjunto guarda gran armonía, caracterizado por la presencia del estilo conocido como barroco novohispano. Los edificios que rodean la plaza de Santo Domingo son: el Templo de Santo Domingo, el Palacio de la Santa Inquisición, el edificio de la antigua aduana, el edificio de los Portales y las casonas de Diego Pedraza y de Juan Jaramillo.
En el siglo XIX, bajo los portales se establecieron los escribanos (o "evangelistas", como les llama el pueblo), quienes se dedicaban a escribir cartas para aquellos que no sabían hacerlo. Inicialmente utilizaban plumas de ave, papel, escritorio y dos asientos de tule; con el tiempo, incorporaron el uso de máquinas de escribir mecánicas. Actualmente se encuentran en esa zona un grupo de impresores que elaboran principalmente papelería para eventos sociales, tesis, comprobantes fiscales, títulos, cédulas profesionales y todo tipo de documentos oficiales falsificados.
Al centro de la plaza se ubica una fuente con la estatua de Doña Josefa Ortiz de Domínguez, conocida históricamente como "La Corregidora", obra del escultor italiano Enrique Alciati.
Cabe mencionar que a un costado de la plaza de Santo Domingo se encuentra el Antiguo Palacio de la Inquisición, ahora conocido como Palacio de Medicina o Colegio de Medicina, construido bajo la dirección de Pedro Arrieta, distinguido arquitecto que inició con los trabajos de construcción el 5 de diciembre de 1732 y los terminó en diciembre de 1736. Es sede desde hace varios años de distintas exposiciones para el público en general, y la exposición de medicina es permanente y gratuita. En dicha exposición podemos encontrar desde un cuerpo seccionado que nos permite apreciar de manera casi palpable los órganos, músculos y distintas partes del cuerpo humano, hasta las etapas de desarrollo de un embrión. También podemos encontrar en otra de sus salas el área de óptica, en la cual podemos apreciar los aparatos de radiología que se usaban en los inicios de la medicina, como asimismo los de optometría. También podemos encontrar maquetas que nos muestran las lesiones que son provocadas, así como los síntomas y en algunos casos el medicamento que es suministrado para el tratamiento, control o cura de las más comunes y conocidas infecciones de transmisión sexual.
En la Plaza de Santo Domingo fue fusilado el General Santiago Vidaurri a las 4 de la tarde del 8 de julio de 1867, por haber colaborado con el gobierno de Maximiliano de Habsburgo.

## Galería

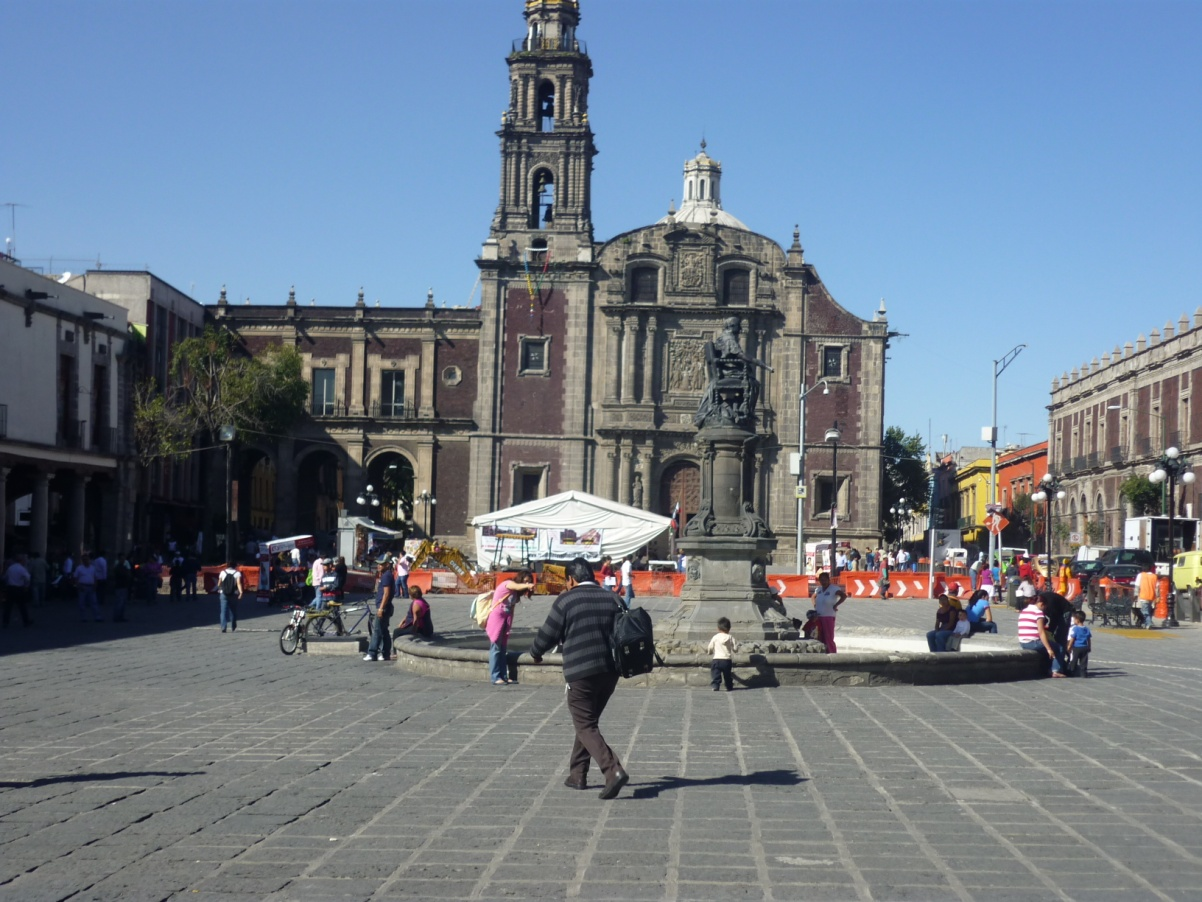
Plaza Santo Domingo.
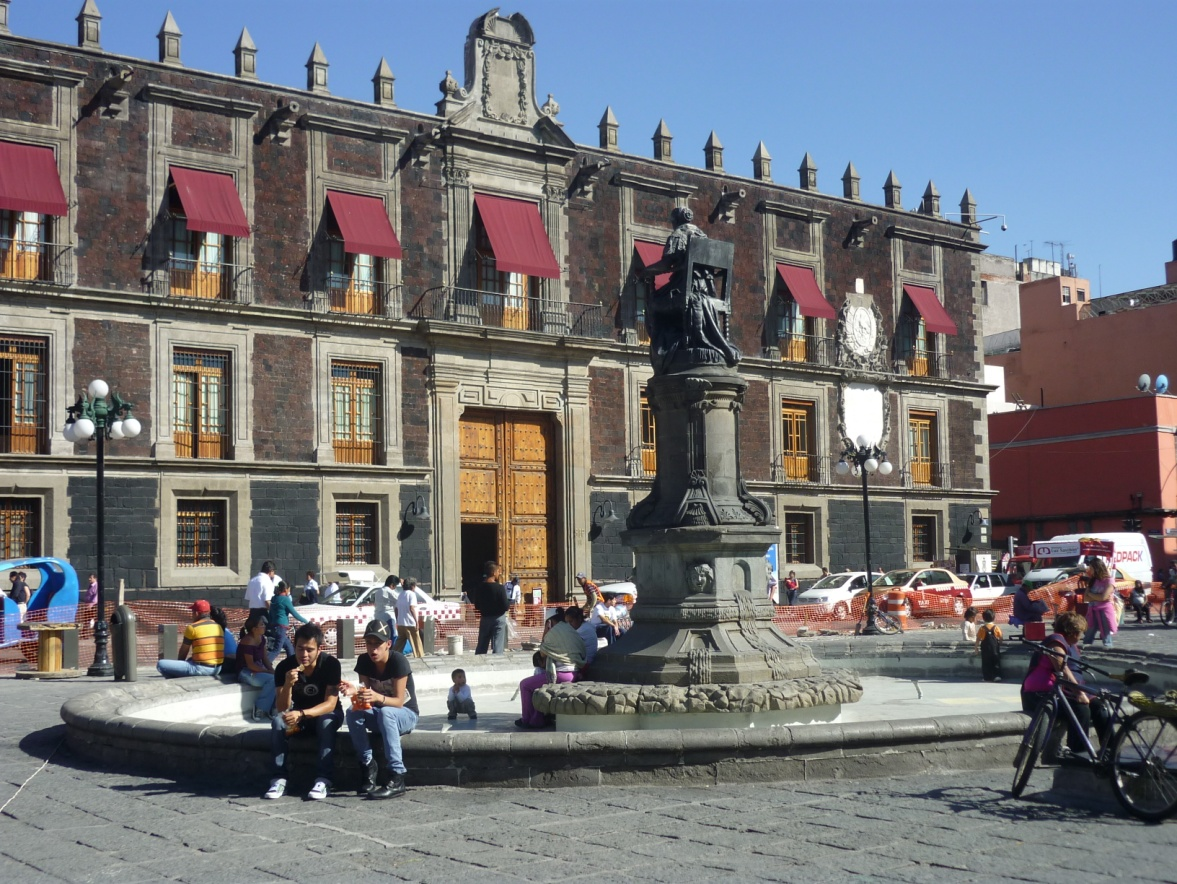
Plaza Santo Domingo.
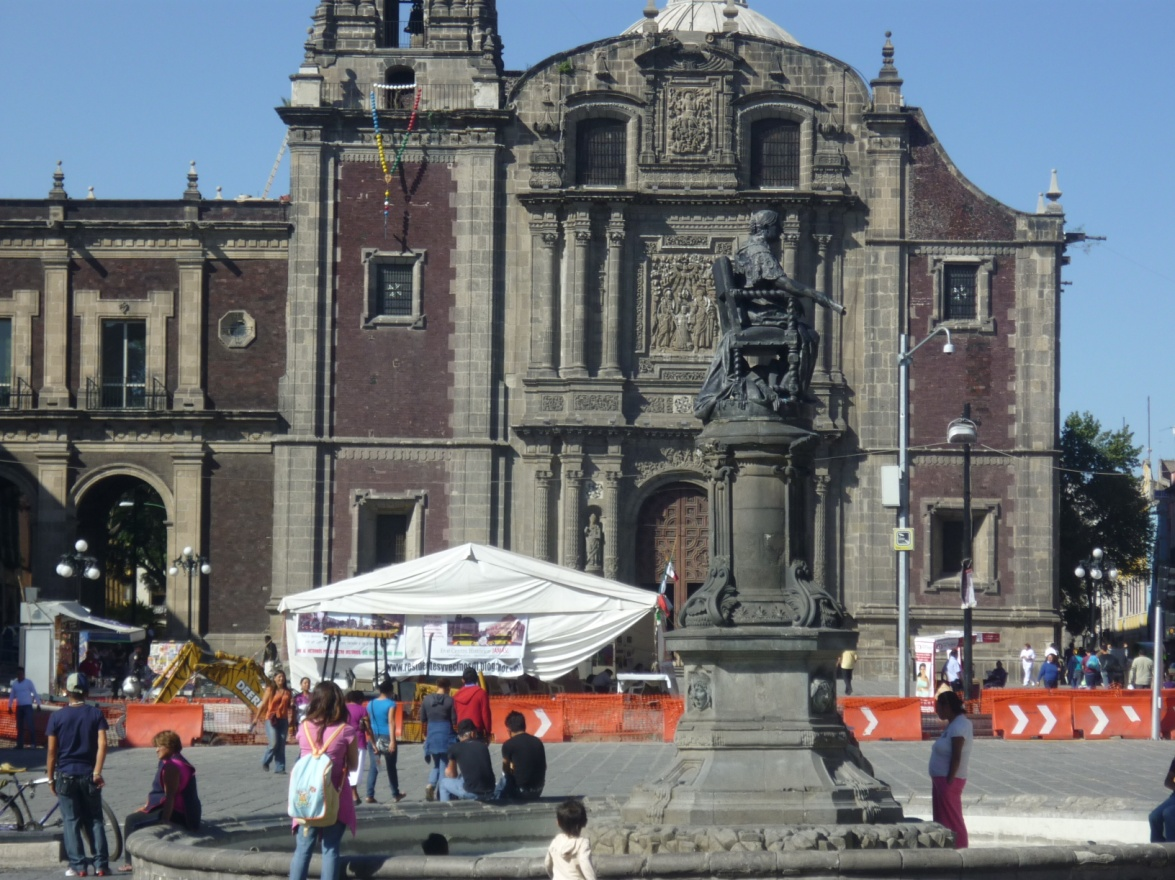
Plaza Santo Domingo.
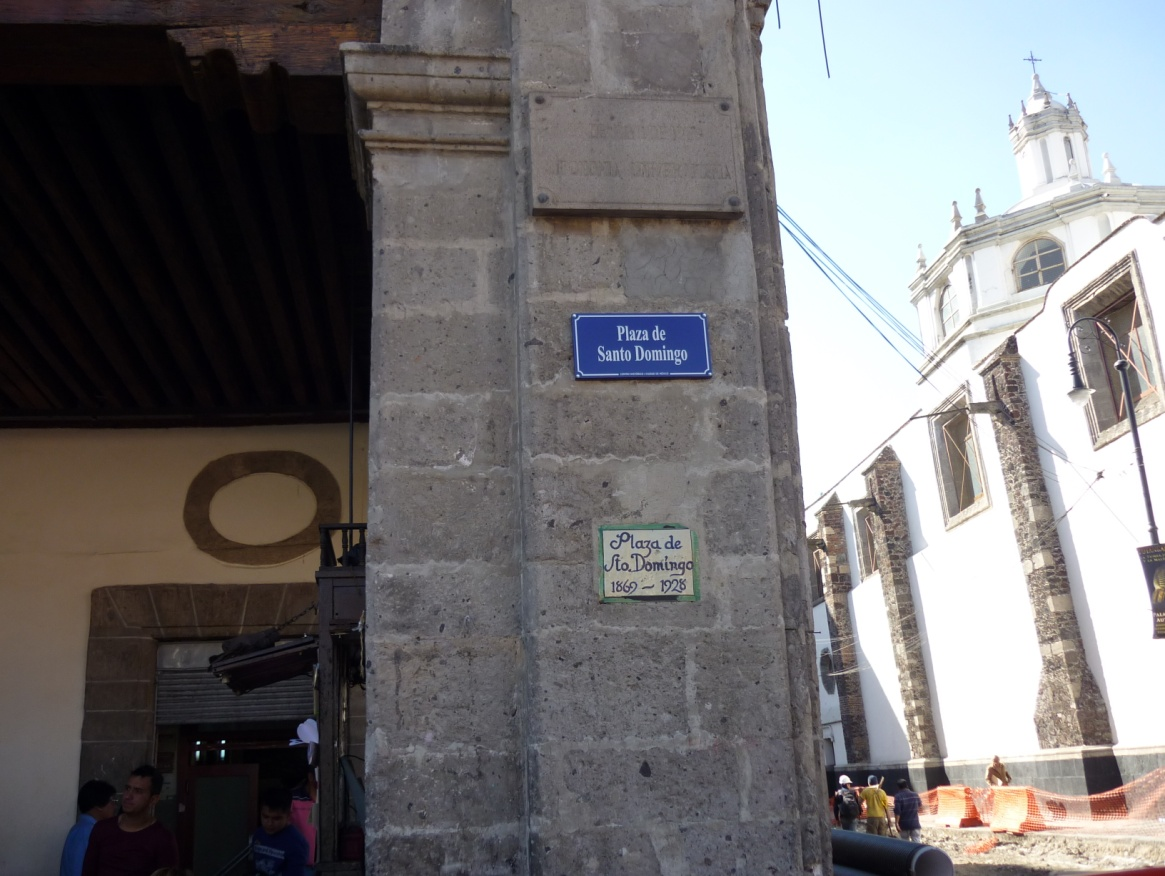
Plaza Santo Domingo.
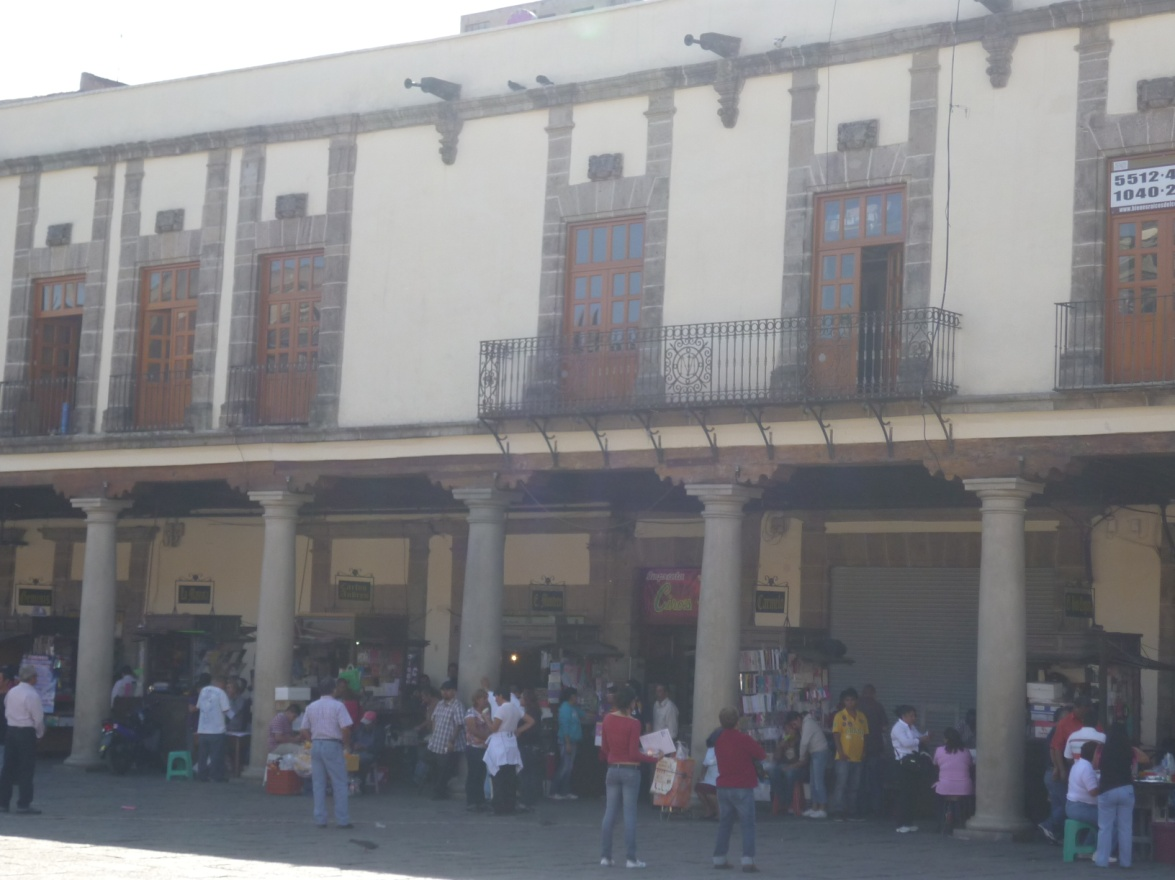
Plaza Santo Domingo.
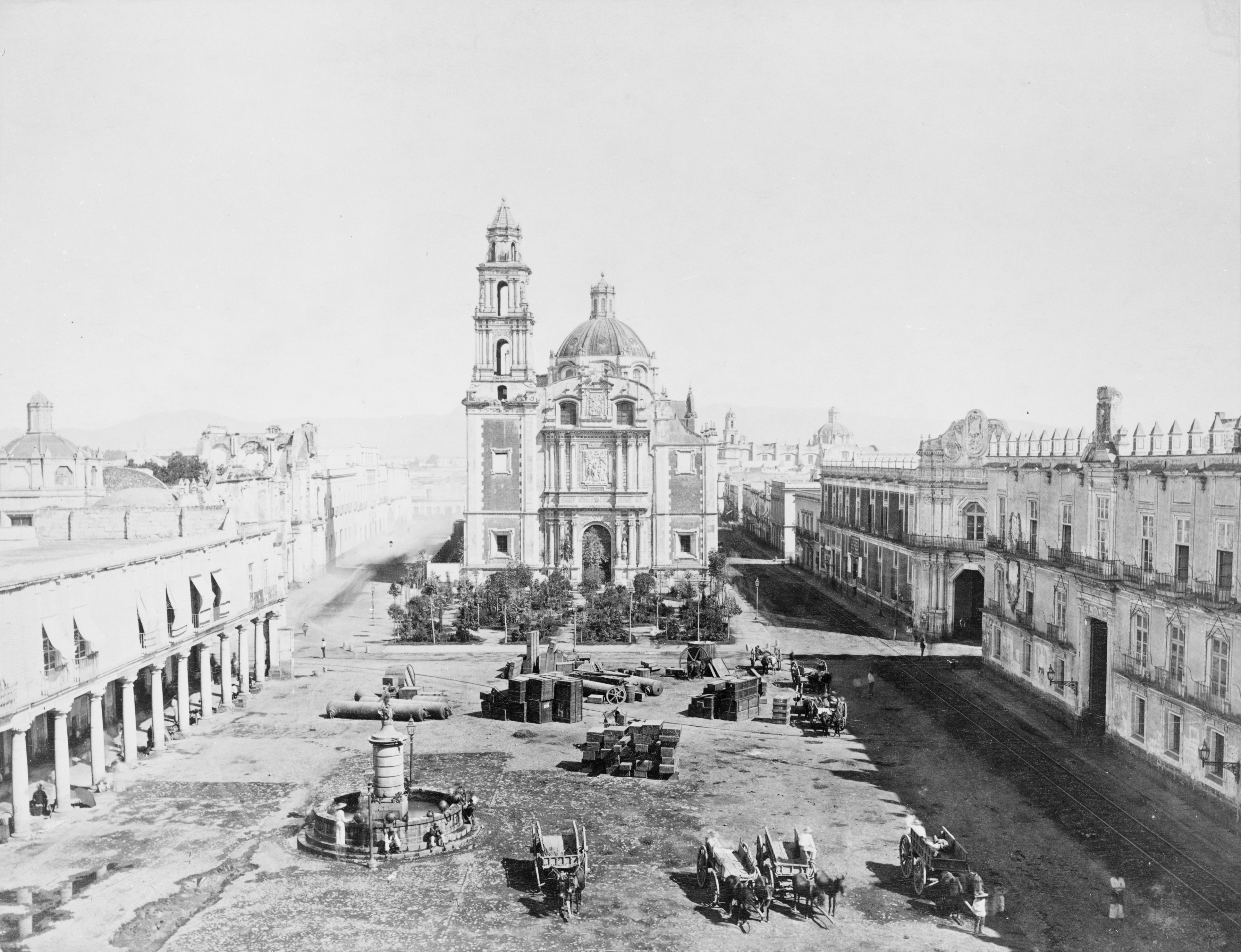
La plaza entre 1880 y 1900.

## En la cultura popular
Aparece en la película Godzilla King of monsters